# Bioestratigrafia

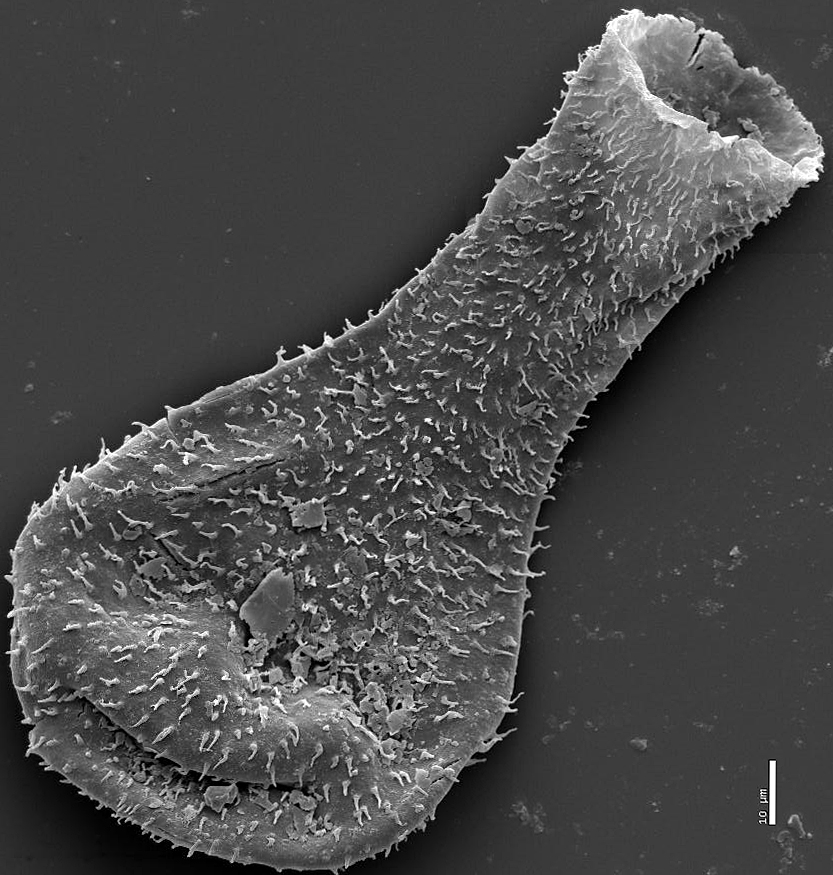
Les restes fòssils anomenades Chitinozoa apareixen en sediments de tot el món

La bioestratigrafia o biostratigrafia és la branca de l'estratigrafia que se centra a assignar edats i correlacionar els estrats de les roques fent servir els fòssils que contenen. Normalment la intenció és correlacionar demostrant que un horitzó particular en una secció geològica representa el mateix període que un altre horitzó dins una altra secció. Els fòssils són útils perquè els sediments de la mateixa edat poden tenir un aspecte completament diferent per les variacions locals per causa de l'ambient sedimentari. Per exemple, una secció pot haver estat feta amb argila i marga mentre una altra pot tenir més guix i pedra calcària, però si el registre d'espècies fòssils és similar, els dos sediments probablement s'hauran format al mateix temps.
Els ammonits, graptòlits, arqueociats i trilobits són fòssils indicadors que es fan servir àmpliament, a tot el món, en bioestratigrafia. Microfòssils com ara acritarcs, quitinozus, conodonts, dinoflagel·lats, pol·len, espores i foraminífers també es fan servir amb freqüència.